# Mitteldorf (Stollberg)
Mitteldorf ist ein Ortsteil der Großen Kreisstadt Stollberg im sächsischen Erzgebirgskreis. Der Ort wurde am 1. Januar 1952 nach Stollberg eingemeindet.

## Geografie

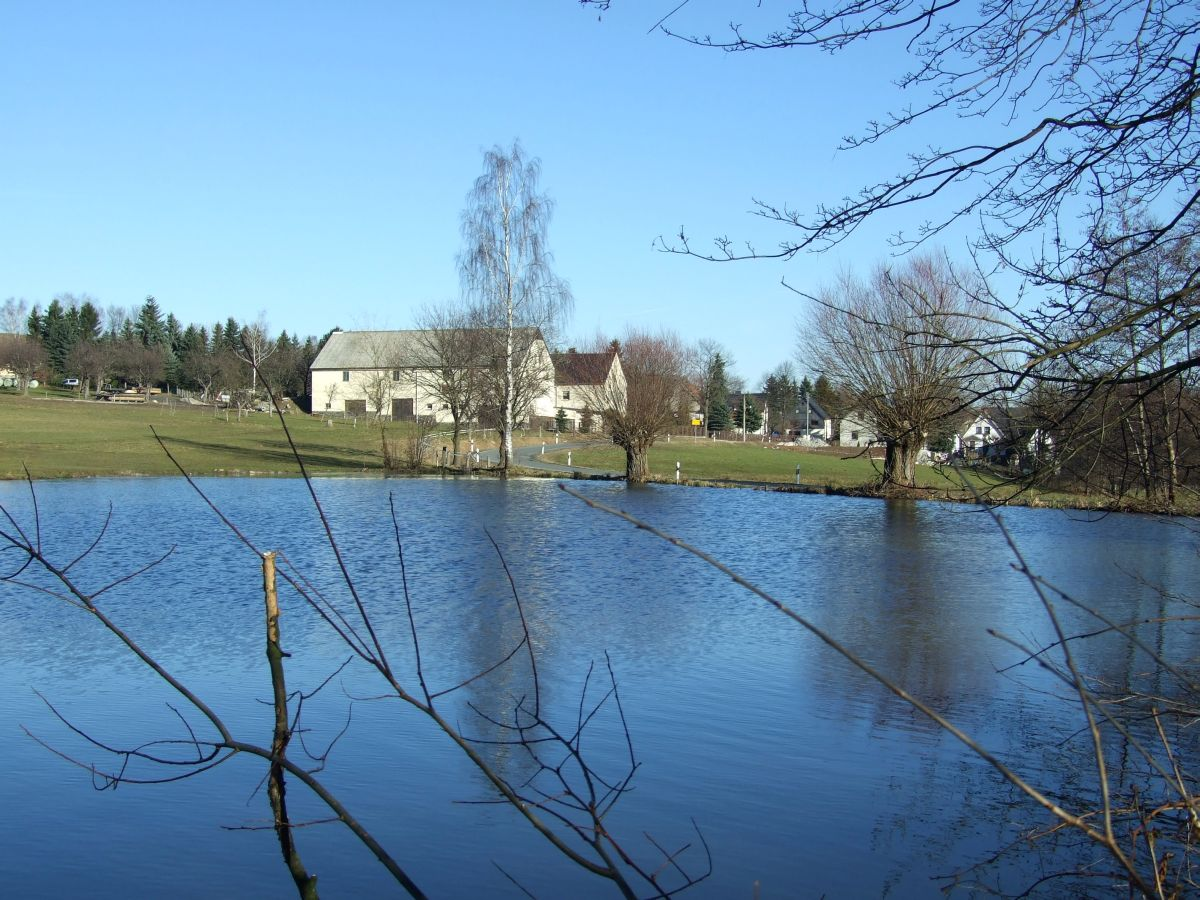
Oberhalb von Mitteldorf

### Lage und Verkehr
Das doppelreihige Waldhufendorf Mitteldorf liegt im Westerzgebirge am Zusammenfluss von Gablenzbach und Oberdorfer Bach. In der Bachaue befinden sich zahlreiche Teiche, darunter als größter der Fürstenteich.
Die B 169, die Stollberg mit Aue verbindet, streift Mitteldorf am unteren Ende der Ortslage. Von 1889 bis 1967 führte der Abschnitt Zwönitz–Stollberg der Bahnstrecke Zwönitz–Chemnitz Süd im Norden an Mitteldorf vorbei (heute ist der Abschnitt Stollberg–Chemnitz als Würschnitztalbahn bekannt). Auf Initiative der SAG Wismut wurde am 14. Mai 1950 die Betriebsstelle Mitteldorf eröffnet. Ab dem 16. Juni 1953 war Mitteldorf ein unbesetzter Haltepunkt. Bereits am 10. Oktober 1966 wurde der Halt wieder stillgelegt, bevor ein Jahr später auch der Abschnitt Zwönitz–Stollberg außer Betrieb ging. Die einstige Trasse ist bis heute am Baumbewuchs auf dem Bahndamm zu erkennen.

### Nachbarorte
|                                | Stollberg                                   | Hoheneck |
| Oberwürschnitz (Neuwürschnitz) | Kompassrose, die auf Nachbargemeinden zeigt | Brünlos  |
| Oberdorf                       | Gablenz                                     |          |

## Geschichte

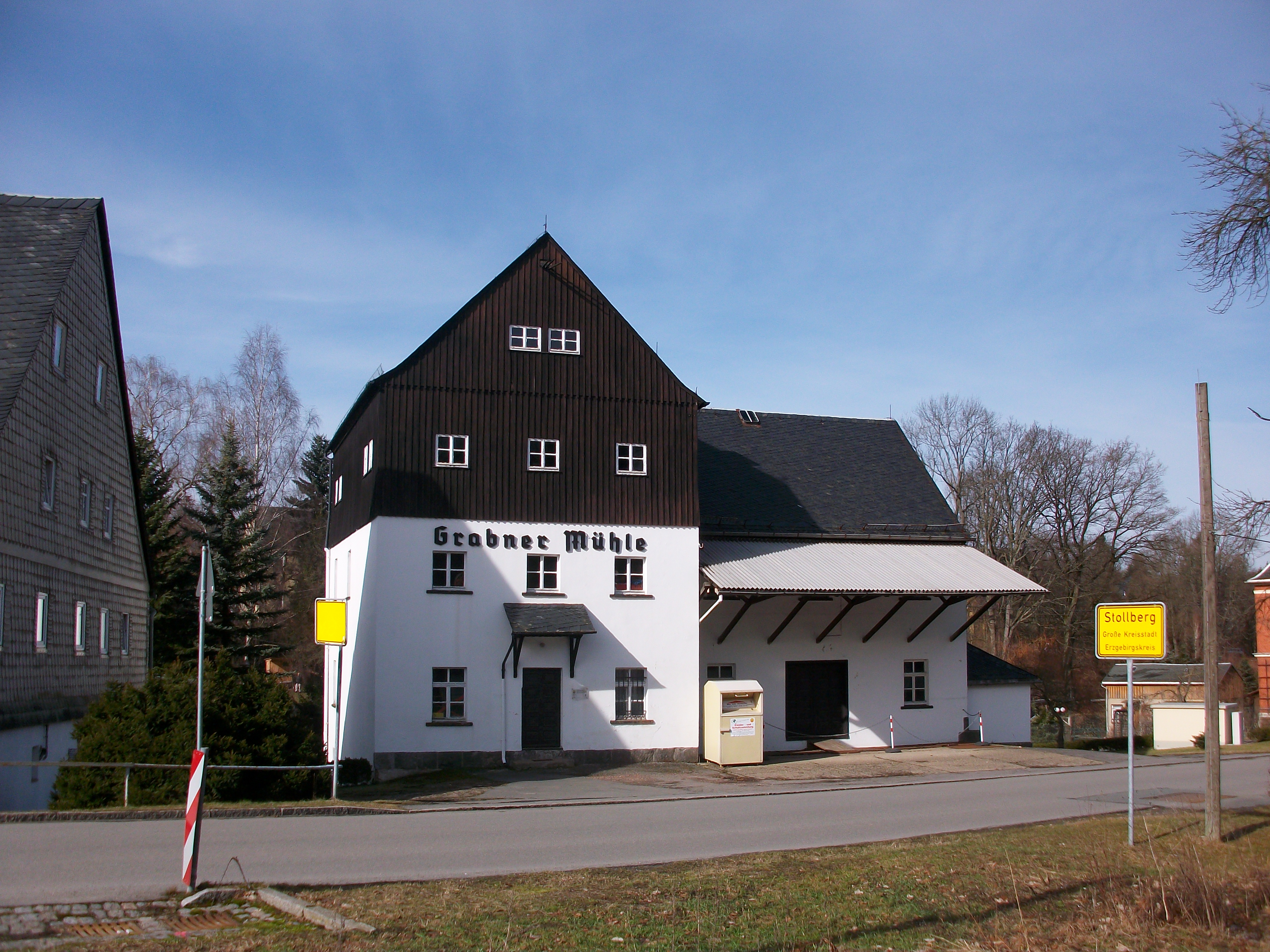
Mitteldorf, Grabner Mühle (2017)

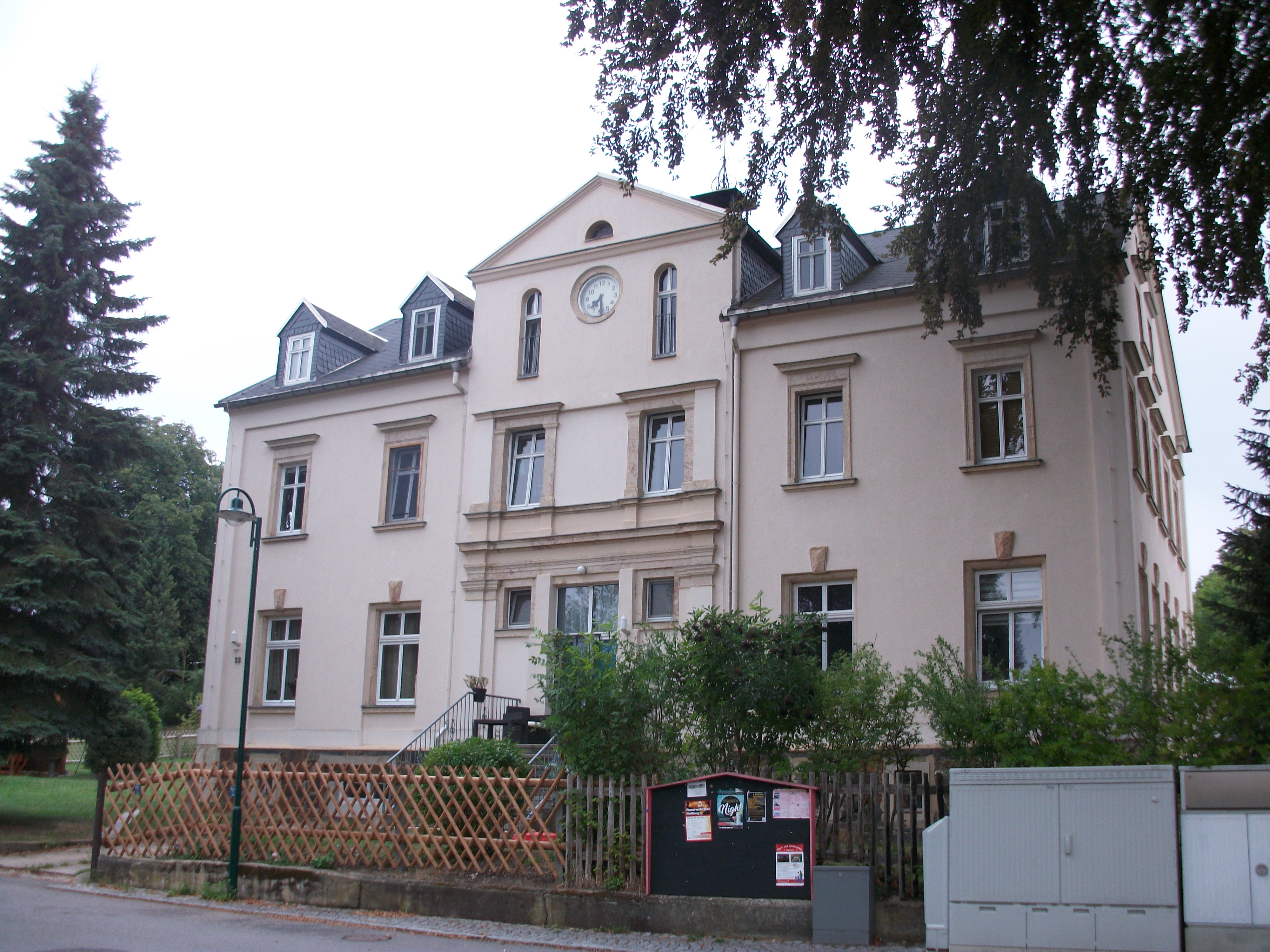
Mitteldorf Ehemalige Schule (2018)

Die Ersterwähnung als Mittelndorf stammt aus dem Jahr 1447, obwohl es sich vermutlich um eine Dorfanlage aus dem 12. oder 13. Jahrhundert handelt. Ein Teil der Flur stammt von der Wüstung Mark Wittendorf. Der Ortsname unterscheidet von den ebenfalls bei Stollberg gelegenen Dörfern Ober- und Niederdorf. Eines der größten und ältesten Güter des Dorfs ist die Grabner Mühle an der Ortsgrenze zu Stollberg. Sie wurde bereits um 1542 erwähnt. Mitteldorf war kein reines Bauerndorf. Neben 37 Bauern sind 1552 auch 39 Inwohner überliefert, was auf einen regen Bergbau deuten dürfte, der vor allem im Querenbachtal betrieben wurde. Bekannte Stollen im 16. Jahrhundert waren z. B. der Segen Gottes und der Erbstollen St. Israel. In den Fundgruben Einigkeit und Junger Johannes wurde 1735 auf Silber und Quecksilber gebaut. 1848 lieferte die Zeche Grüne Tanne Grünerde, die für die Farbenherstellung Verwendung fand. Im Staats- und Postlexikon von Sachsen nennt August Schumann als Ausstattung von Mitteldorf: „Es hat gegen 60 Häuser, 310 Einwohner und 2 Mühlen von 5 Gängen.“ Im 19. Jahrhundert wurde eine Nebenschule der Stollberger Schule im Dorf eingerichtet.
Mitteldorf gehörte zur Grundherrschaft des Schlosses Hoheneck (vormals Stal(e)burc) und somit bis 1856 zum kursächsischen bzw. königlich-sächsischen Amt Stollberg. 1856 kam Mitteldorf zum Gerichtsamt Stollberg und 1875 zunächst zur Amtshauptmannschaft Chemnitz. Am 1. Juli 1910 wurde aus dem südwestlichen Teil der Amtshauptmannschaft Chemnitz die Amtshauptmannschaft Stollberg gebildet, zu der nun auch Mitteldorf gehörte.
Die landwirtschaftliche Produktion in Mitteldorf erfolgte in DDR-Zeiten durch die LPG „Aktivist“, an die sich auch die Genossenschaften „Gute Hoffnung“ aus Gablenz, „Abendrot“ aus Mitteldorf, „Heimaterde“ aus Oberdorf, „Karl Stülpner“ aus Raum und „Neuer Weg“ aus Beutha angeschlossen hatten. Sie bewirtschaftete den gesamten südwestlichen Teile des Kreises Stollberg und hatte einen Bestand an 2400 Rindern. Die Feldwirtschaft erfolgte durch die KAP Stollberg-West mit Sitz in Oelsnitz/Erzgeb.
Bei der ersten Kreisreform in der DDR wurde die 1939 in Landkreis Stollberg umbenannte Amtshauptmannschaft Stollberg im Jahr 1950 aufgelöst. Dabei kam Mitteldorf wie die Stadt Stollberg an den Landkreis Chemnitz, während die südlichen Nachbarorte Oberdorf und Gablenz dem Landkreis Aue und der westliche Nachbarort Neuwürschnitz dem Landkreis Zwickau zugeordnet wurde. Am 1. Januar 1952 wurde Mitteldorf nach Stollberg eingemeindet. Durch die zweite Kreisreform in der DDR wurde die Stadt Stollberg mit dem Ortsteil Mitteldorf Kreisstadt des neu gebildeten Kreises Stollberg im Bezirk Chemnitz (1953 in Bezirk Karl-Marx-Stadt umbenannt), der ab 1990 als sächsischer Landkreis Stollberg fortgeführt wurde. Bei dessen Auflösung im Jahr 2008 kam Mitteldorf als Ortsteil von Stollberg zum Erzgebirgskreis.

## Entwicklung der Einwohnerzahl
| Jahr | Einwohnerzahl                                        |
| ---- | ---------------------------------------------------- |
| 1552 | 37 besessene Mann, 39 Inwohner                       |
| 1764 | 31 besessene Mann, 3 Gärtner, 11 Häusler, 19 ⅛ Hufen |
| 1834 | 435                                                  |
| 1871 | 718                                                  |
| 1890 | 932                                                  |

| Jahr | Einwohnerzahl |
| ---- | ------------- |
| 1910 | 1064          |
| 1925 | 1107          |
| 1939 | 1288          |
| 1946 | 1413          |